# 결합사
결합사(結合辭) 또는 연결형(連結形)은 어떤 의미를 나타내지만 보통은 합성어의 구성 성분으로만 사용되고, 그 자체가 단어로는 사용되지 않는 형태소를 말한다. 특히, 영어 등의 유럽 언어에서 고전어(라틴어, 고대 그리스어)에서 유래한 것을 가리킨다. 단순한 파생이 아니라 독자적인 의미 기능을 가지며, 또한 결합의 조합이 한정된다는 점에서 접사와 다르다. 다만, 자주 사용되기 때문에 접사와 같이 취급되는 것도 있다(예: -logy, -onym 등).

## 같이 보기
- 조어법
- 합성어
- 접합사
- 혼성어
- α (결성사)